# Zbylut Grzywacz
Zbylut Franciszek Grzywacz (ur. 4 czerwca 1939 w Krakowie, zm. 16 lipca 2004 tamże) – polski malarz, grafik, rzeźbiarz, pedagog, publicysta, kolekcjoner i działacz opozycyjny.

## Życiorys
W latach 1952–1957 uczył się w Państwowym Liceum Sztuk Plastycznych w Krakowie pod kierunkiem Adama Hoffmanna. Studiował w latach 1957–1963 na Wydziale Malarstwa Akademii Sztuk Pięknych w Krakowie w pracowni Emila Krchy; dyplom uzyskał w 1963. W 1972 rozpoczął pracę pedagogiczną w krakowskiej uczelni. Tytuł profesora zwyczajnego uzyskał w 1992.
Członek ZPAP. W 1966 wraz z Maciejem Bieniaszem, Jackiem Waltosiem, Leszkiem Sobockim oraz Barbarą Skąpską założyli Grupę Wprost. Swe dzieła wystawił na ponad czterdziestu wystawach indywidualnych. Uczestniczył w kilkudziesięciu zbiorowych wystawach krajowych i zagranicznych.
Tworzył obrazy w klimacie ponurej groteski, wizje człowieka zniewolonego i zagubionego we współczesnym świecie (cykle: Człowiek bez jakości, Lalki), akty kobiece i pejzaże miejskie. Jego obrazy znajdują się m.in. w zbiorach Muzeów Narodowych w Krakowie, Warszawie, Poznaniu, Gdańsku i Wrocławiu.
W 1980 został członkiem NSZZ „Solidarność”. Po wprowadzeniu stanu wojennego 13 grudnia 1981 został internowany i do 24 grudnia 1981 przebywał w Zakładzie Karnym w Nowym Wiśniczu. W 1983 za cykl obrazów „Rekolekcje wiśnickie” wyróżniony został Nagrodą Kulturalną „Solidarności”.
Syn Eugenii i Mieczysława. Pochowany na Cmentarzu Podgórskim w Krakowie (kwatera XXI-zach.-45).

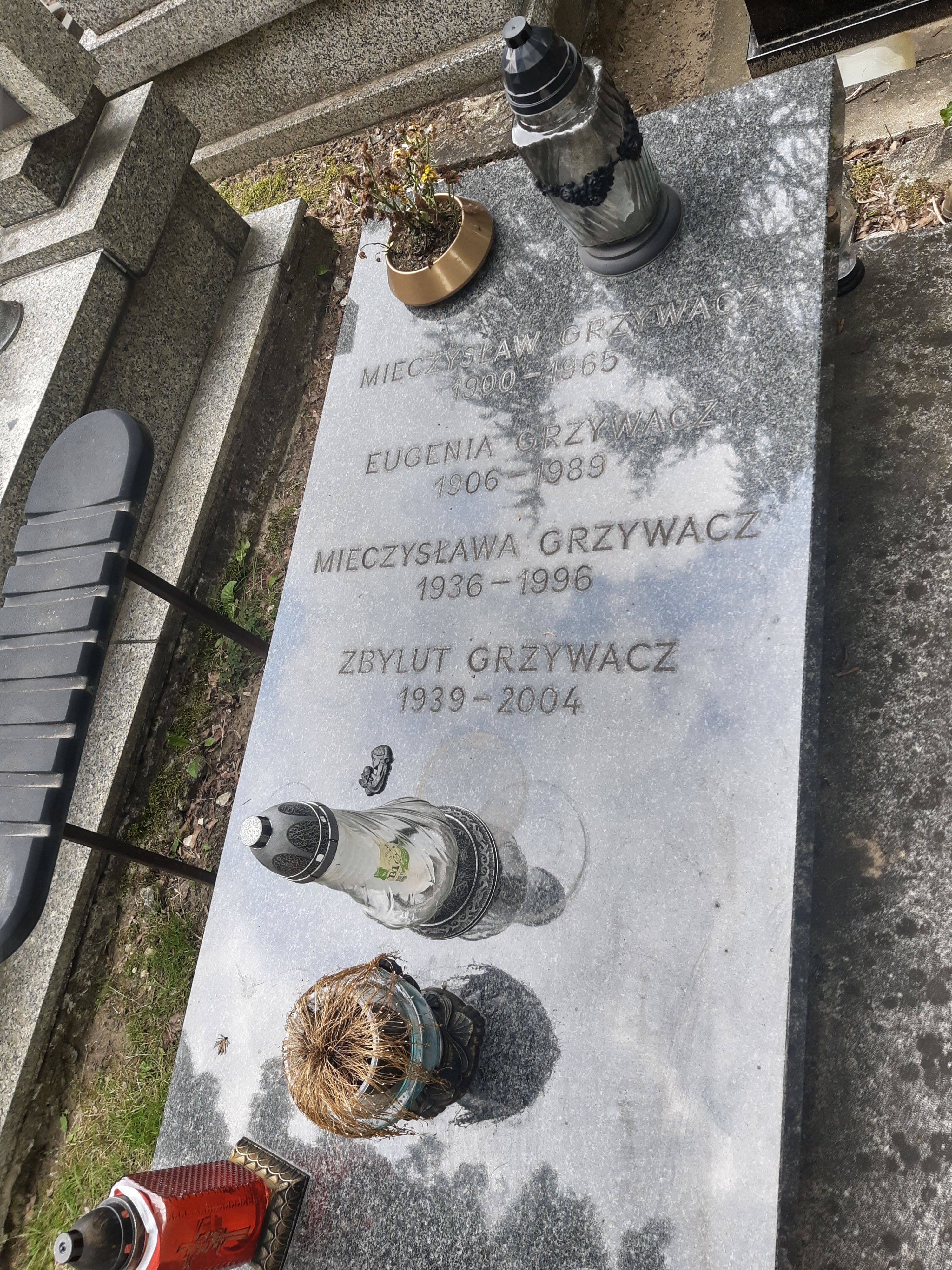
Grób Zbyluta Grzywacza na Cmentarzu Podgórskim